# Ireneusz Kanicki
Ireneusz Kanicki est un acteur et metteur en scène polonais né en 1929 à Wieluń et mort le 5 avril 1982 à Varsovie, directeur du Théâtre classique de Varsovie entre 1965 et 1972.

## Biographie
Diplômé en droit de l'université de Łódź en 1951. Il est étudiant libre au département d'art dramatique de l'École nationale de cinéma de Łódź. En 1953, il passe un examen d'acteur extra-muros à Cracovie.
Il se produit au théâtre Wojciech Bogusławski de Kalisz de 1952 à 1955, au théâtre polonais de Poznań de 1952 à 1955, au théâtre Satyre de durant la saison 1955/1956 et au théâtre Stefan Jaracz de Łódź de 1956 à 1958, à la maison W.P. Miniatura de Varsovie lors de la saison 1959/1960, au théâtre du peuple de Varsovie lors de la saison 1960/1961, où il assure également la mise en scène et au théâtre classique de Varsovie durant la saison 1960/1961,.